# Mads Kaggestad
Mads Kaggestad est un cycliste norvégien, né le 22 février 1977 à Ringerike. Professionnel de 2003 à 2007 au sein de l'effectif du Crédit agricole, cet équipier n'a remporté aucune course au cours de sa carrière professionnelle, son meilleur résultat étant une sixième place sur l'Étoile de Bessèges en 2006.
Son père Johan Kaggestad commente chaque année le Tour de France et les grandes épreuves cyclistes pour la télévision norvégienne. Son fils lui prête assistance sur le Tour de France en tant que consultant tout en poursuivant sa carrière en amateur[réf. souhaitée].

## Palmarès
- 1994
  -  Champion de Norvège du contre-la-montre par équipes juniors
  - 2e du championnat des Pays nordiques du contre-la-montre par équipes juniors
- 1995
  -  Champion de Norvège du contre-la-montre par équipes juniors
- 1999
  - 2e du championnat de Norvège sur route
- 2000
  - 2e du Prix des Coteaux d'Aix
- 2001
  -  Champion de Norvège du contre-la-montre par équipes
  - Paris-Ézy
  - Grand Prix de Lignac
  - 3e du championnat de Norvège du contre-la-montre
- 2002
  - Classement général du Ringerike Grand Prix
  - 3e du Circuit des Ardennes
- 2003
  - 2e du Ringerike Grand Prix

## Résultats sur les grands tours

### Tour d'Espagne
1 participation
- 2006 : 132e